# Orion Outerbridge
Orion Arthur Outerbridge (Boston, 25 settembre 1988) è un ex cestista statunitense.